# Юдза

39°0′53″ пн. ш. 139°54′27″ сх. д. / 39.01472° пн. ш. 139.90750° сх. д.
Ю́дза (яп. 遊佐町, ゆざまち, МФА: [jud͡za mat͡ɕi̥]) — містечко в Японії, в повіті Акумі префектури Ямаґата. Станом на 1 жовтня 2008 площа містечка становила 208,41 км². Станом на 1 січня 2009 населення містечка становило 16 055 осіб.